# 安水金線魮
安水金線魮，又稱安水金線䰾（学名：Sinocyclocheilus anshuiensis）为輻鰭魚綱鯉形目鲤科金線魮屬的其中一種。分布於亞洲中國廣西壯族自治區凌雲縣安水村的地下洞穴流域，本魚體延長且側扁，頭部扁平呈鴨嘴狀，無眼，體色為白色帶有淡粉紅色，頭與背交接處有一個突出的瘤，側線明顯，背鰭上有7條分鰭條，下部後緣有鋸齒，腹鰭起點在背鰭起點之前，尾鰭叉形，魚鰭透明，體被鱗片，側線鱗片34-38枚，體長可達10公分，棲息在洞穴底層水域，生活習性不明。

## 扩展阅读
維基物種上的相關：安水金線魮